# Diprion similis
Diprion similis är en stekelart som först beskrevs av Hartig.  Diprion similis ingår i släktet Diprion och familjen barrsteklar. Arten är reproducerande i Sverige. Inga underarter finns listade i Catalogue of Life.

## Bildgalleri

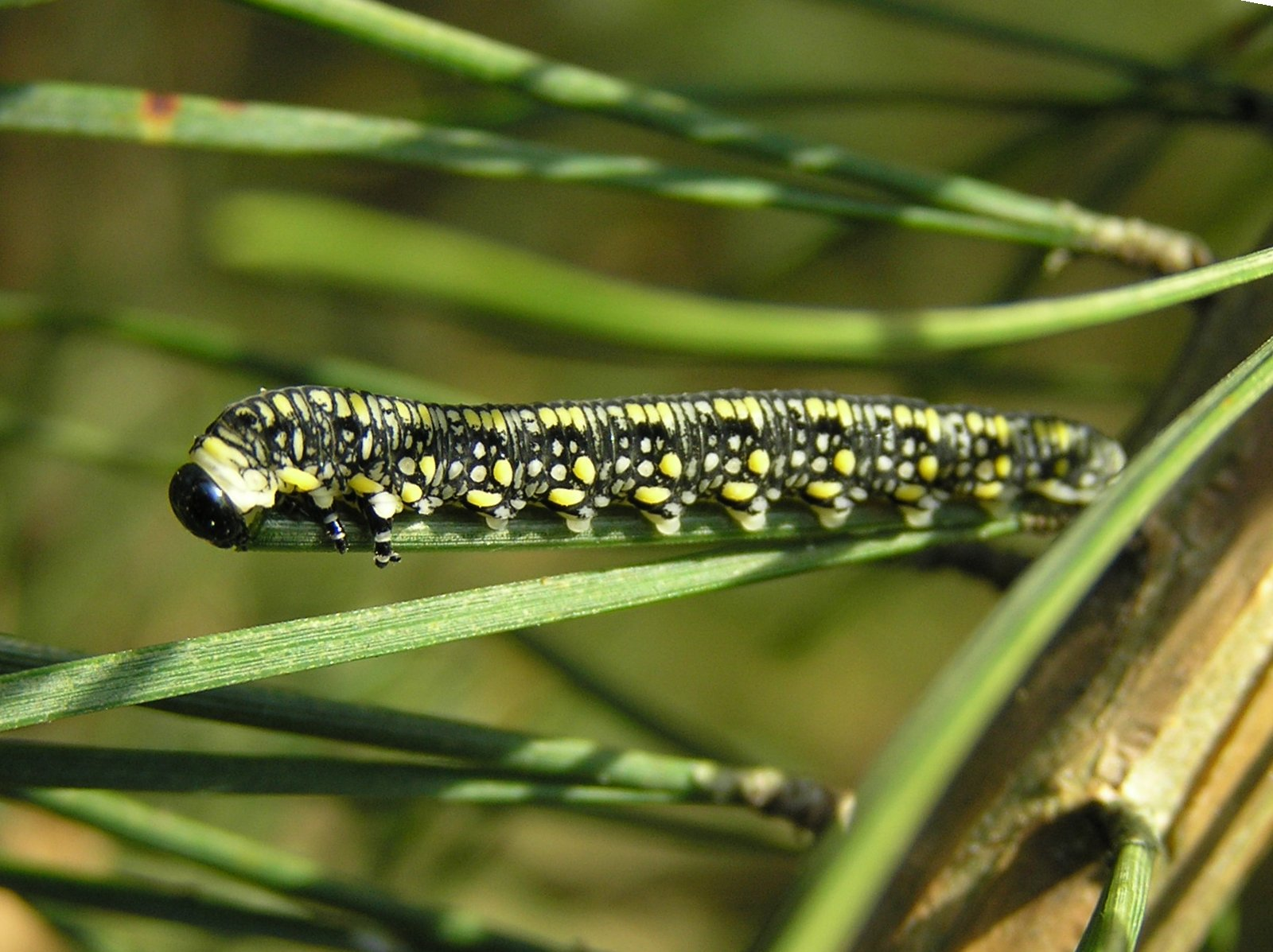
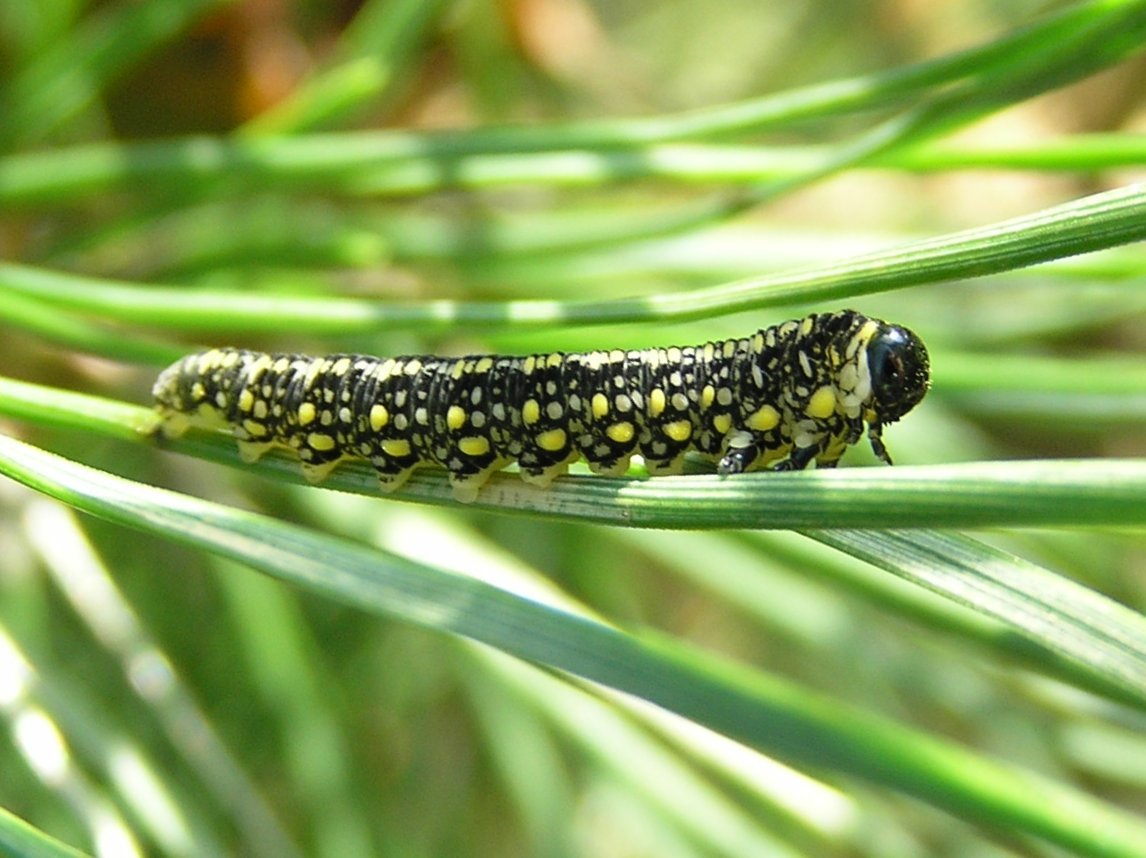
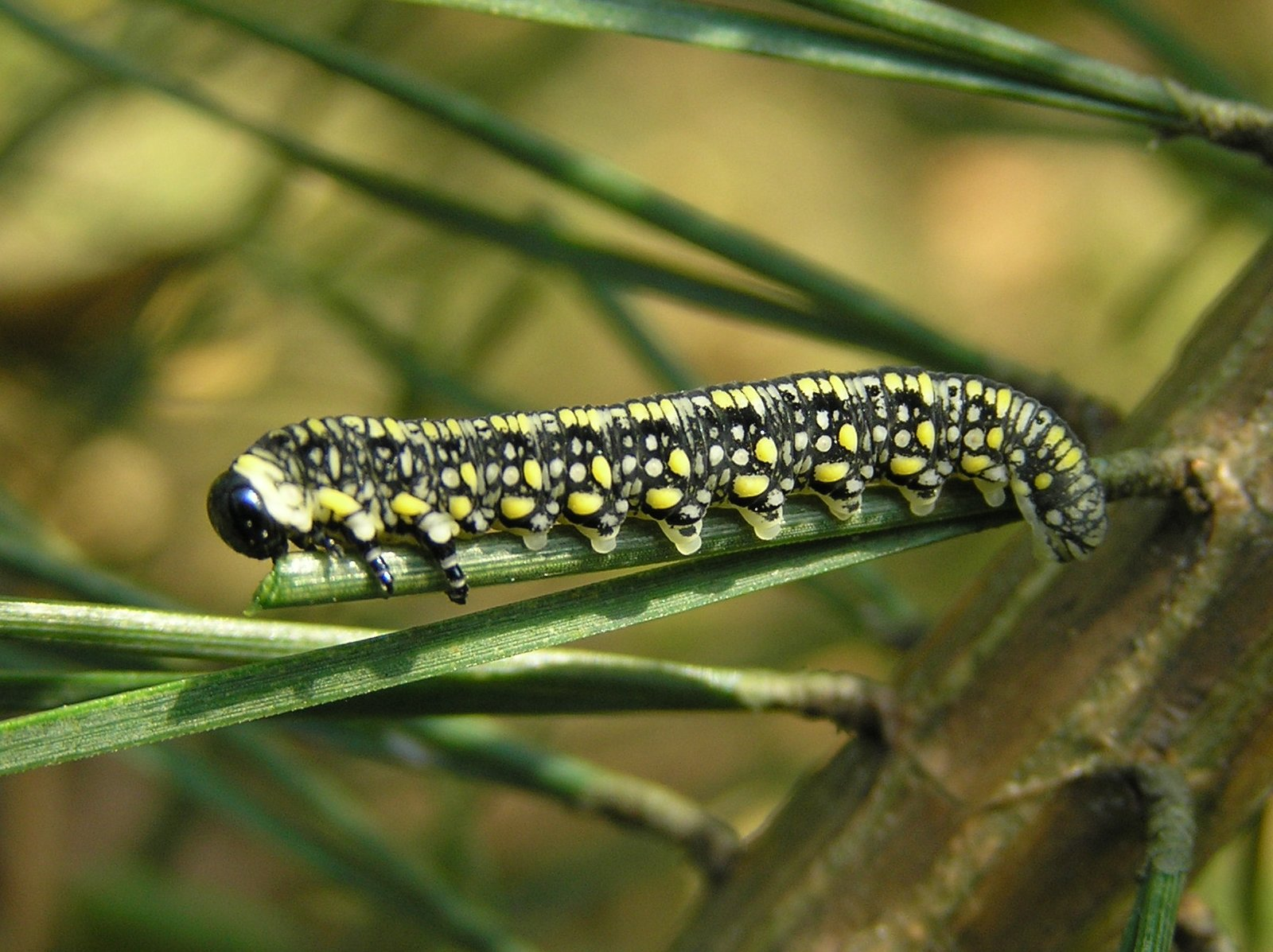
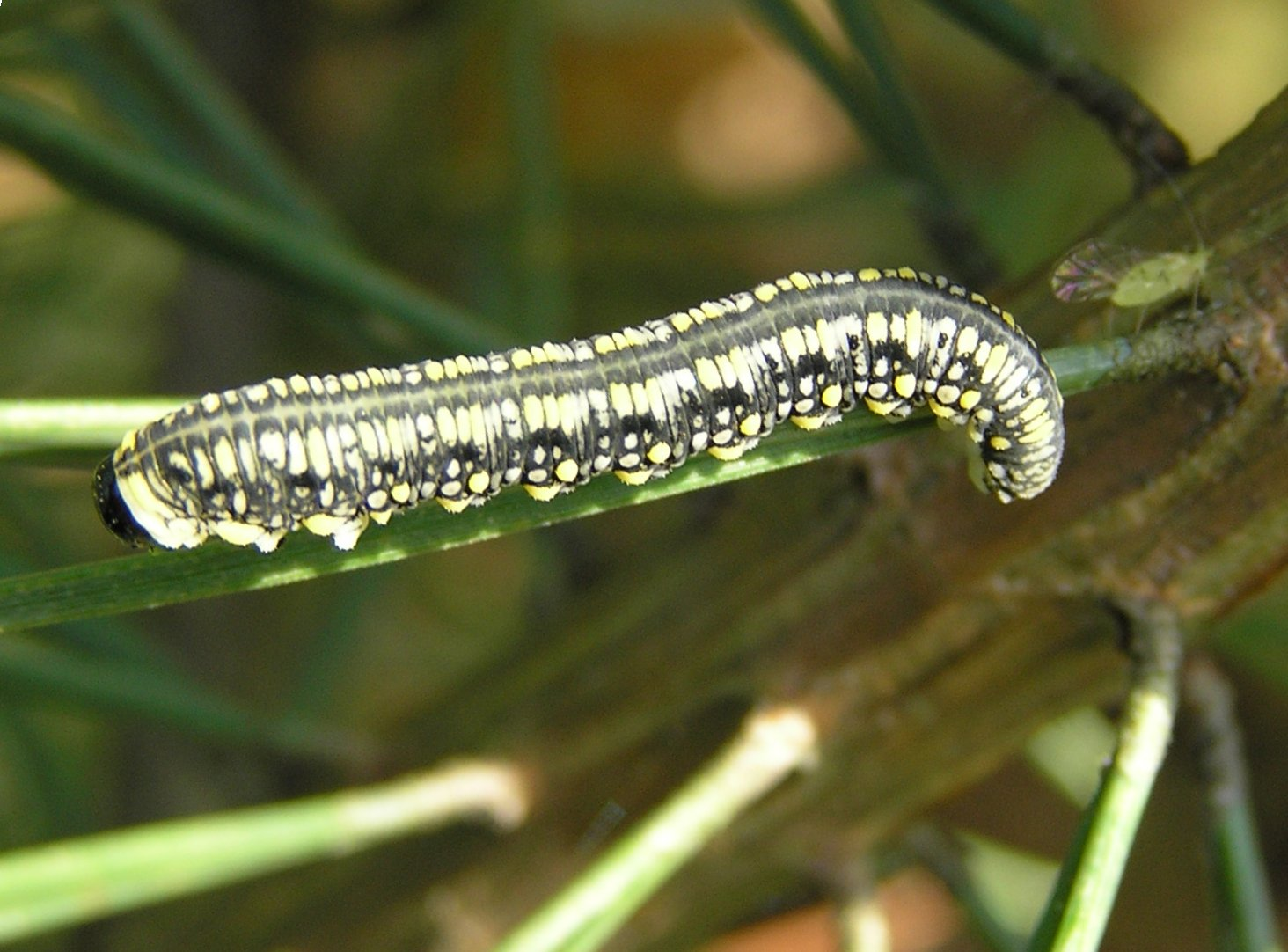